# Holašovice
Holašovice é uma pequena vila histórica localizada ao sul da República Checa, a 15 quilômetros a oeste de České Budějovice.  A vila pertence {a municipalidade de Jankov. Ao sul localiza-se a área protegida da Floresta Blanský. A vila ficou deserta após a Segunda Guerra Mundial, o que fez com que suas construções medievais permanecessem intactas. Foi restaurada e repovoada em 1990 e inscrita como Patrimônio Mundial da UNESCO em 1998. Em 2015, a UNESCO aceitou a proposta de redesignação do sítio como "Aldeia Histórica de Holašovice"